# Gisela!

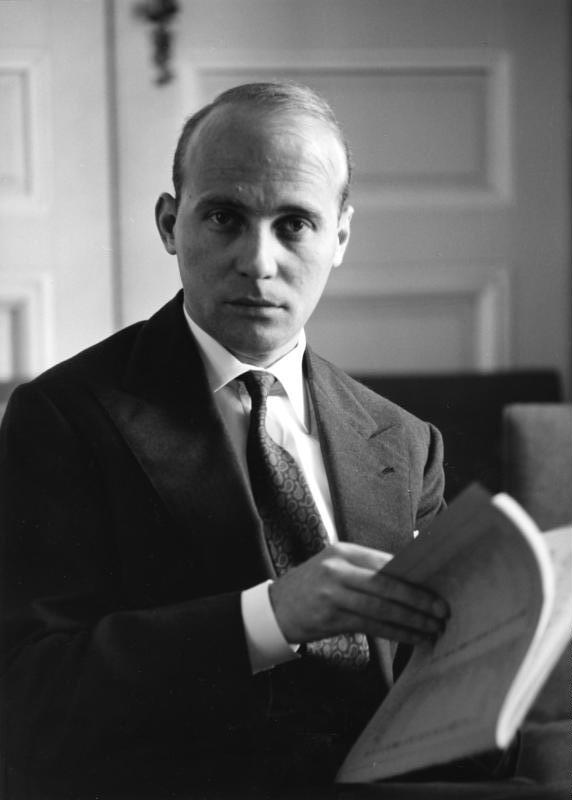
Hans Werner Henze

Gisela! oder: Die merk- und denkwürdigen Wege des Glücks (Gisela! eller: Lyckans märkliga och minnesvärda vägar) är en opera med musik av Hans Werner Henze.

## Historia
Gisela! hade premiär på Maschinenhalle i Zeche Zweckel i Gladbeck i Tyskland den 25 september 2010 som en del av Ruhrtriennale musik och konstfestival av samtida musikensemblen musikFabrik i samarbete med lokala ungdoms- och studentgrupper från Folkwang Universität der Künste i Essen. Verket beställdes 2008 av Ruhr.2010 (Europas kulturhuvudstad 2010) och Semperoper i Dresden där den framfördes den 20 november 2010. En föreställning varar ungefär 1 timme och 15 minuter. Dirigenten Steven Sloane (som även var musikchef vid Ruhr.2010 festival) framförde operan. Pierre Audi regisserade och i rollbesättningen ingick Hanna Herfurtner som Gisela, Fausto Reinhardt som Gennaro och Michael Dahmen som Hanspeter. På Semperoper var Erik Nielsen dirigent och Elisabeth Stöppler regissör, med Nadja Mchantaf som Gisela, Giorgio Berrugi som Gennaro och Markus Butter som Hanspeter.

## Uppförandehistorik

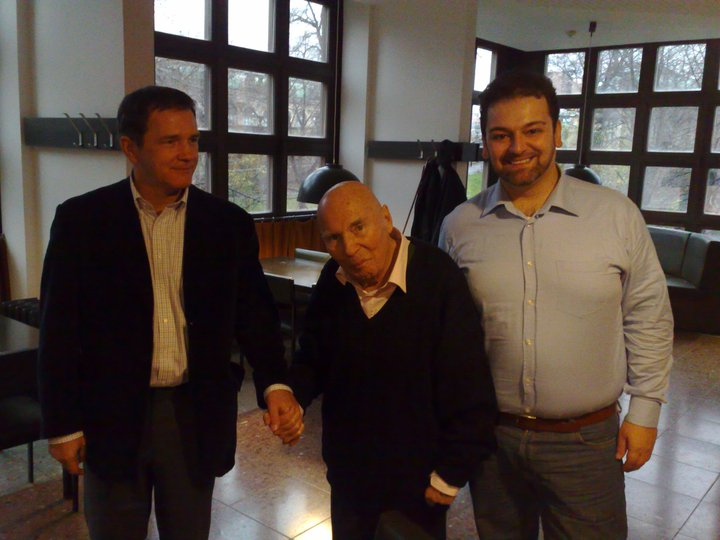
Michael Kerstan, Hans Werner Henze och Giorgio Berrugi på Semperoper

De två första uppsättningarna av Gisela! på Ruhrtriennale och i Dresden visar två möjliga framförandesätt: på Ruhrtriennale var alla medverkande unga människor, mestadels ungdomar, och i Dresden framfördes verket av Staatskapelle och Staatsopernchor. Originaluppdraget, såsom det diskuterades av Hans Werner Henze, Michael Kerstan, Ruhr.2010 musikchef Steven Sloane och Eytan Pessen, var att fortsätta på samma väg som med Henzes Pollicino (ett verk skrivet för barn). Målgruppen för Gisela!' är alla tonåringar och unga sångare, trots att partituret fordrar orkester, kör och solister - det är emellertid möjligt att framföras av talangfulla unga sångare. Dresdenversionen innehåller en lätt utökad arietta för rollkaraktären Hanspeter utöver flera ändringar. Det är den versionen som har publicerats.

## Henzes sista opera
Detta skulle bli Hans Werner Henzes sista opera. Det är på sätt och vis en parabel till Henzes eget liv – en person från norra Tyskland som förälskar sig i Italien. Verket berättar historien om en ung students triangeldrama, valet som Gisela måste göra mellan sin tyske pojkvän och den italienske, liksom svårigheten som den italienske Gennaro måste överkomma med livet i norra Tyskland. Det är intressant att Giselas mardrömmar bygger på Bachs musik, kusligt omgjorda. Gennaro väljer att uttrycka sig genom att sjunga "Aggio Saputo", en neapolitanska sång som Henze använde en gång förut i sina Neapolitanska sånger för baryton och orkester.

## Personer
- Gisela Geldmaier, konststudent (sopran)
- Gennaro Esposito (tenor)
- Hanspeter Schluckebier, vulkanologistudent (baryton)
- Den tyske generalkonsuln (bas)
- En kvinnlig turist (sopran)
- En manlig turist (tenor)
- Antonio Scarlatti, värdshusvärd (baryton)
- En mimare (stum roll)
- En annan kvinnlig turist (mezzosopran)
- Cirka 12 skådespelare och mimare, utgörande Hanspeters medföljare och Commedia dell'arte grupp
- Kör

## Handling
Gisela, en ung konststudent från Oberhausen, besöker Neapel med sin pojkvän Hanspeter och en grupp av onaturliga och arroganta studenter. De bevistar en föreställning med commedia dell'arte och Gisela fascineras av den unge skådespelaren Gennario, som spelar Pulcinella. Gisela och Gennario möts nästa dag och förälskar sig i varandra. De planerar att fly från Neapel och gruppen. Hanspeter, som har planerat att fria till Gisela på en restaurant, får höra att hon har flytt till Tyskland med Gennario.
När de anländer till järnvägsstationen i Oberhausen har Gisela och Gennario ingenstans att ta vägen. När de sitter på en bänk somnar Gisela och har en serie av mardrömmar. Plötsligt visar sig Hanspeter och hans vänner. De attackerar paret. Under striden syns det i bakgrunden hur berget Vesuvius får ett vulkanutbrott och lava strömmar ned på scenen.